# Kora karbon
A kora karbon vagy mississippi a karbon földtörténeti időszak két kora közül a korábbi, amely 358,9 ± 0,4 millió évvel ezelőtt (mya) kezdődött a devon időszak után, és mintegy 323,2 ± 0,4 mya ért véget a késő karbon kor kezdetekor. Kronosztratigráfiai megfelelője az alsó karbon sorozat.
A főként az Amerikai Egyesült Államokban használt mississippi nevet azért kapta, mert ebből a korból származó kőzetek találhatóak a Mississippi folyó völgyében. Az Egyesült Államokban, ahol ebből a korból főként tengeri eredetű mészkő rétegek maradtak fenn, a mississippit külön időszakként kezelik a devon és az itt pennsylvaniainak nevezett késő karbon között. Európában a mississippi és pennsylvaniai korokat nagyjából folyamatosan keletkezett szárazföldi üledékrétegek fémjelzik és e két kort együtt karbon időszaknak nevezik.

## Tagolása
A kort az alábbi három korszakra tagolják (a korábbitól a későbbi felé haladva):
- Tournaisi korszak: 358,9 ± 0,4 – 346,7 ± 0,4 Ma
- Viséi korszak: 346,7 ± 0,4 – 330,9 ± 0,2 Ma
- Szerpuhovi korszak: 330,9 ± 0,2 – 323,2 ± 0,4 Ma

## Geológia
A kora karbon idején jött létre többek közt az Appalache-hegység.

## Élővilág
A kora perm növényvilága megegyezik a késő karbonéval, amikor a 30 méteres magasságot is elérő korpafüvek, zsurlók, páfrányok (a déli, eljegesedett vagy hűvös területek kivételével) hatalmas erdőket alkottak, amelyekből aztán nagy kőszéntelepek keletkeztek.